# 고용화
고용화는 대한민국의 배우이자 연극인이다.

## 주요 이력
1989년 연극배우 첫 데뷔하였으며 1992년 MBC 21기 공채 탤런트로 입격해, 베스트극장 형제(1992)로 정식 데뷔하였다.

## 출연작

### 드라마
- 1992년 MBC 주말연속극《아들과 딸》
- 1992년 MBC 베스트극장《형제》
- 1993년 MBC 아침드라마《나팔꽃》
- 1993년 MBC 특집극《낙동강》
- 1993년 MBC 월화미니시리즈《나는 천사가 아니다》
- 1993년 MBC 수목드라마 《폭풍의 계절》
- 1994년 EBS 청소년드라마《언제나 푸른마음》
- 1994년 MBC 일요아침드라마《짝》
- 1995년 MBC 일일시트콤《두 아빠》
- 1995년 MBC 월화미니시리즈《연애의 기초》
- 1995년 MBC 특집극《최승희》
- 1996년 MBC 일일드라마 《자반고등어》
- 1996년 MBC 수목미니시리즈《미망》
- 1996년 MBC 베스트극장《춘설이 난분분하니》
- 1997년 MBC 일일시트콤《남자 셋 여자 셋》
- 1997년 SBS 수목드라마 《모델》
- 1997년 MBC 특별기획드라마 《산》
- 1997년 MBC 주말드라마 《그대 그리고 나》
- 1997년 MBC 월화미니시리즈《별은 내 가슴에》
- 1997년 SBS 월화드라마《여자》
- 1997년 EBS 청소년드라마《감성세대》
- 1997년 MBC 일일연속극《방울이》
- 1997년 MBC 월화미니시리즈《예감》
- 1998년 MBC 미니시리즈《육남매》
- 1998년 MBC 대하드라마《대왕의 길》
- 1998년 MBC 주간시트콤《여자 대  여자》 ... 강원 속초 지역의 빠른소띠 1973년 1월생 26세 토박이 지용화 역(단역)
- 1998년 MBC 수목미니시리즈《해바라기》
- 1999년 MBC 미니시리즈 《허준》
- 1999년 MBC 주간시트콤《여자 대 여자》 ... 말레이시아 룸푸르 이민자 출신인 1972년생 쥐띠 28세 말레이 한인 동포 22년차 Ellie Sohn(엘리 손, 손덕순) 역(단역)
- 1999년 MBC 일일시트콤《점프》
- 2000년 MBC 주말연속극《사랑은 아무나 하나》
- 2000년 MBC 주간시트콤《세 친구》 ... (목소리 출연)
- 2000년 SBS 일요드라마《메디컬 센터》
- 2001년 MBC 일일연속극《결혼의 법칙》
- 2001년 MBC 월화미니시리즈《선희 진희》
- 2002년 MBC 아침드라마《내 이름은 공주》
- 2002년 MBC 수목미니시리즈《선물》
- 2002년 KBS2 일일연속극《결혼합시다》
- 2002년 KBS2 월화미니시리즈《고독》
- 2003년 MBC 대하드라마《대장금》
- 2005년 MBC 대하드라마《제5공화국》
- 2006년 MBC 창사 45주년 특별기획드라마《주몽》
- 2006년 tvN 수목미니시리즈《하이에나》
- 2017년 KBS2 주말연속극《황금빛 내 인생》
- 2018년 tvN《드라마 스테이지 - 진추하가 돌아왔다》
- 2019년 SBS 금토드라마《의사 요한》 - 이기석의 어머니 역
- 2019년 tvN 수목드라마《악마가 너의 이름을 부를 때》

### 영화
- 2022년 《그대 어이가리》-  막분목소리, 요양병원요양사1 역

### 공연
- 2018년 《쥐덫》 … 몰리 역
- 2018년 《정거장》... 엄마 역
- 2019년 미스코리아대회 ... 엄마 역